# بال‌برنزه برازنده
بال‌برنزه برازنده یا بال‌برنزه فرچه‌ای (نام علمی: Phaps elegans)، یک گونه از پرندگان خانوادهٔ کبوتران و بومی استرالیا با دو زیرگونه بیولوژیکی جداگانه است.
بال‌برنزه فرچه‌ای از نظر اندازه و شکل بسیار شبیه به بال‌برنزه معمولی (Phaps chalcoptera) است، اما از نظر ظاهری کوتاه‌تر و فشرده‌تر است.
بال‌برنزه فرچه‌ای بومی استرالیا است که در جنوب غربی و جنوب شرقی سرزمین اصلی با جمعیتی در کوئینزلند، نیو ساوت ولز، ویکتوریا، استرالیای جنوبی، استرالیای غربی و همچنین تاسمانی یافت می‌شود. زیرگونه P. elegans occidentalis به عنوان یک جمعیت جغرافیایی متمایز در جنوب غربی استرالیای غربی وجود دارد.
این گونه خارزارهای ساحلی متراکم، جنگل‌های سخت‌برگ مرطوب یا خشک، جنگل‌ها و برخی نواحی mallee را می‌پسندد. زیستگاه‌هایی با لایه‌های بوته‌ای انبوه و شاخ و برگ، از جمله گونه‌های بومی مانند بانکسیا، آکاسیا، پوست‌کاغذی یا Leptospermum به این پرندگان محتاط اجازه می‌دهد تا پوششی پیدا کنند.
بال‌برنزه فرچه‌ای به عنوان گونه‌ای با کمترین نگرانی در فهرست سرخ IUCN ذکر شده‌است و توسط انجمن جهانی پرندگان استرالیا دارای جمعیت امن در تمام ایالت‌هایی است که در آنها یافت می‌شود.